# Отмъщение (филм, 2000)
„Отмъщение“ е български игрален филм (комедия, семеен, детски) от 2000 година на режисьора Ваня Иванова, по сценарий на Мартин Караиванов. Оператори са Панайот Данчев и Владимир Стоев. Музиката във филма е композирана от Борис Чакъров.

## Актьорски състав
Роли във филма изпълняват актьорите:
- Ганета Атанасова – Майката на Здравко
- Цветана Платиканова – Бабата на Марто
- Красимир Господинов – Бащата на Здравко
- Бебето Мартин – Братчето на Здравко
- Мартин Караиванов – Мартин
- Константин Чичев
- Димитър Стефанов
- Яна Манева
- Мария Георгиева
- Албена Стоянова
- Теменуга Кръстева
- Теодора Андреева
- Кристина Кръстева
- Антони Данов
- Ивайло Шурелиев
- Александър Гицов
- Мила Атанасова
- Ивета Гугова
- Ивета Николова
- Диляна Славкова
- Мария Аврамова
- Надежда Александрова